# Curtitoma
Curtitoma is een geslacht van weekdieren uit de klasse van de Gastropoda (slakken).

## Soorten
- Curtitoma bartschi (Bogdanov, 1985)
- Curtitoma becklemishevi Bogdanov, 1989
- Curtitoma conoidea (Sars G. O., 1878)
- Curtitoma contraria Bonfitto & Morassi, 2012
- Curtitoma decussata (Couthouy, 1839)
- Curtitoma delicata (Okutani, 1964)
- Curtitoma exquisita (Yokoyama, 1926)
- Curtitoma finmarchia (Friele, 1886)
- Curtitoma fiora (Dall, 1919)
- Curtitoma georgossiani Merkuljev, 2017
- Curtitoma hebes (Verrill, 1880)
- Curtitoma hinae (Okutani, 1968)
- Curtitoma incisula (Verrill, 1882)
- Curtitoma lawrenciana (Dall, 1919)
- Curtitoma livida (Møller, 1842)
- Curtitoma neymanae Bogdanov, 1989
- Curtitoma niigataensis Bogdanov & Ito, 1992
- Curtitoma novajasemljensis (Leche, 1878)
- Curtitoma ovalis (Friele, 1877)
- Curtitoma piltuniensis (Bogdanov, 1985)
- Curtitoma trevelliana (Turton, 1834)
- Curtitoma violacea (Mighels & C. B. Adams, 1842)

### Synoniemen
- Curtitoma hecuba Bartsch, 1941 => Curtitoma incisula (Verrill, 1882)
- Curtitoma microvoluta (Okutani, 1964) => Oenopota candida (Yokoyama, 1926)
- Curtitoma novajasemliensis (Leche, 1878) => Curtitoma novajasemljensis (Leche, 1878)
- Curtitoma reticulata (T. Brown, 1827) => Curtitoma trevelliana (W. Turton, 1834)
- Curtitoma trevellianum (Turton W., 1834) => Curtitoma trevelliana (W. Turton, 1834)